# Каґава Каґекі
Каґава Каґекі (25 травня 1768 — 26 квітня 1843) — японський поет періоду Едо.
Народився в Тотторі, у родині бідного самурая Араї. 1з дитячих років вивчав поезію. У чотирнадцять років написав коментар до антології XIII ст. «Хякунініссю».
Починаючи з 1793 р., навчався поезії в Кіото під керівництвом поета школи Нідзьо Каґави Каґемото, який згодом навіть усиновив свого учня (звідси його прізвище Каґава).
У 1796 р. Каґекі познайомився з сімдесятирічним метром поезії Одзавою Роаном, на якого справив гарне враження своєю майстерністю. Роан часто давав юнакові дуже слушні професійні поради і водночас був його найжорстокішим критиком.
Каґекі створив власний стиль поезії жанру танка, характерними рисами якого були вишукана літературна мова й відсутність архаїзмів, використання яких у сучасній поезії він гостро критикував. Окрім того, Каґекі дотримувався стилю поетів антології «Кокінсю», які надавали перевагу натяку й сугестії у вірші, уникаючи відкритого прояву почуттів, притаманного поетам «Манйосю». Заснована Каґекі школа поезії Кайен (Кайен — один із псевдонімів Каґекі) нараховувала більше десяти тисяч учнів і посідала провідне місце в поезії вака пізнього періоду доби Токутава.
Літературна спадщина Каґекі зібрана переважно в поетичній антології «Кайеніссі» («Гілка із саду багряника», 1828 р.) та в збірці літературнокритичних роздумів Каґекі «Каґаку тейо», виданій його учнем Ітіямою Маюмі в 1850 р., тобто вже після смерті поета.